# アントウェルペン包囲戦 (1832年)

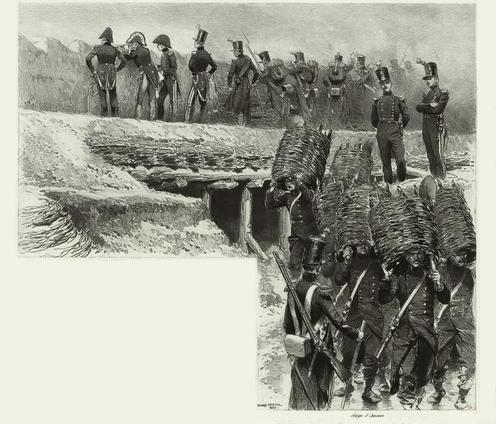
アントウェルペン包囲戦におけるフランス工兵隊、エドゥアール・デタイユ作、1885年。

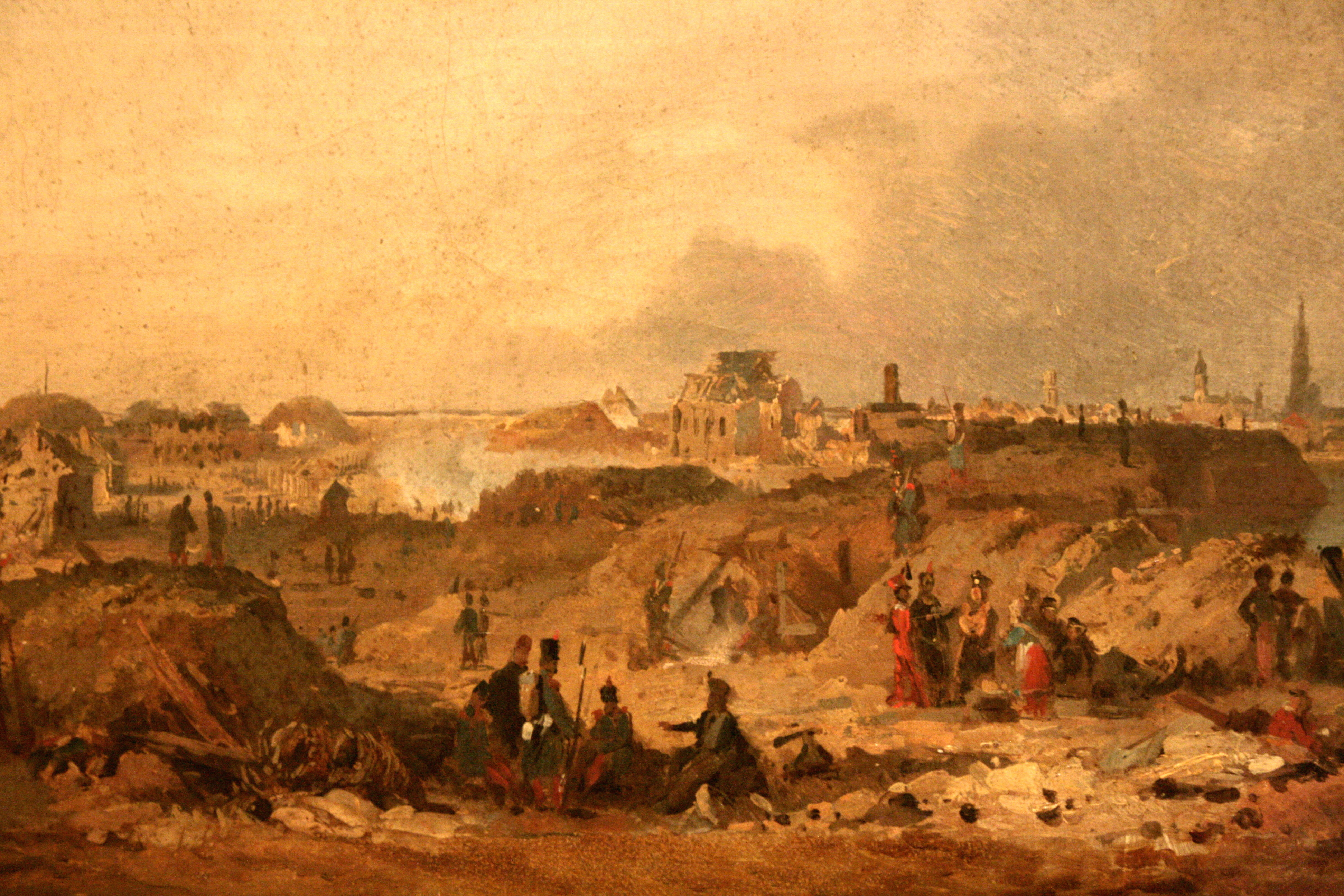
フランス軍に占領されたアントウェルペン城、大フェルディナント・デ・ブレケレーア作。

アントウェルペン包囲戦（アントウェルペンほういせん、英語: Siege of Antwerp）は、ベルギー独立革命が集結した直後に行われた戦闘。1832年11月15日、エティエンヌ・モーリス・ジェラール元帥率いるフランス王国の北方軍はダヴィッド・ヘンドリック・シャッセ率いるオランダ軍の駐留するアントウェルペンを包囲した。包囲戦は12月23日に終結した。フランスはベルギー反乱軍が参戦しないことでベルギーと合意していた。

## 背景
フランス軍が1831年の十日戦争に介入した後、オランダ軍はベルギーから撤退したがアントウェルペン城に駐留軍を配置、そこから町を砲撃した。それにより、ジェラール元帥率いる北方軍がベルギーに戻り、1832年11月15日にアントウェルペンを包囲した。
オランダの将軍でナポレオン・ボナパルトの元部下であるシャッセは焼玉式焼夷弾でアントウェルペンの町を砲撃、家屋数百軒を炎上させて多くの平民が死傷した。これにより、それまで戦闘に関わらなかったベルギー義勇兵が介入した。一方、編成と装備が整ったベルギー軍はアントウェルペンの北にあるスヘルデ川の堤防を守備、オランダ軍が堤防を破壊するのを防いだ。

## 包囲
ヴォーバン式の要塞を包囲する戦術は対壕と平行壕しかなく、防御工事が突破されたら守備側が降伏するのが常だった。北方軍はアントウェルペンの包囲に大型の臼砲を使用、要塞の上から砲弾を撃ち込んだ。北方軍と攻城戦の専門家であるフランソワ・ニコラ・ベノワ・アクソ男爵は24日間かけて城を落とし、ベルギーに返還した。

## 記念
ベルギー王レオポルド1世は謝礼としてそれぞれ異なる口径の大砲をフランスに送り、フランスの貴族院はジェラールに「栄誉の剣」（épée d'honneur）を授与した。包囲戦におけるフランス軍の戦死者の記念碑が1894年に作られたが、アントウェルペンは受け取りを拒否、代わりにトゥルネーに飾られた。